# Abadia de São Martinho do Canigou
A Abadia de São Martinho do Canigou (em francês: Saint-Martin du Canigou; em catalão: Sant Martí del Canigó), consagrada em homenagem a São Martinho de Tours, é uma abadia situada no sudoeste da França, na parte superior da pequena aldeia de Casteil, na comarca do Conflent, departamento dos Pirenéus Orientais, região do Languedoque-Rossilhão, erguendo-se atrás de um pico rochoso, a 1 055 metros de altitude, no maciço de Canigou.

## História
A parte oriental das igrejas sobrepostas seria o resultado da primeira série de obras (consagradas em 1009 pelo Abade Oliva, irmão de Vifredo II da Cerdanha e abade dos mosteiros de São Miguel de Cuixá e Santa Maria de Ripoll), enquanto que a parte ocidental se construiria mais tarde (consagração 1014 ou 1026, os documentos não coincidem). Isto explicaria a divisão em duas partes do plano da igreja alta. Vifredo II foi o fundador da abadia e, embora ele fosse enterrado lá, hoje em dia só se conserva a tumba cavada na rocha. As doações dos condes da Cerdanha rapidamente impulsionaram o crescimento da abadia, que se tornou um dos principais mosteiros da região, rivalizando com o de São Miguel de Cuixá e de Arles. A igreja foi consagrada em 1009. Os capitéis do claustro datam dos séculos XII e do XIII. Em 1483, um sismo destruiu o mosteiro.
De 1902 a 1932, o Monsenhor Jules de Carsalade du Pont, bispo de Perpinhão, recolheu as ruínas e todos os elementos espalhados pela região e começou a reconstrução da abadia. De 1952 a 1982, Bernard de Chabannes, abade de En-Calcat (uma abadia beneditina em Dourgne), terminou a restauração e restaurou a vida espiritual do edifício.
Até 1987, o mosteiro beneditino foi habitado por Bernard de Chabannes e por voluntários que realizavam a manutenção do mosteiro. Naquele ano o bispo de Perpinhão Jean Chabbert cedeu ao mosteiro uma comunidade religiosa católica na época chamado de "a comunidade do Leão de Judá e o Cordeiro que foi morto" que mais tarde mudou seu nome para "As bem-aventuranças" ,contradizendo assim o desejo de seu restaurador de voltar a ver uma comunidade de beneditinos no lugar, como tinha ocorrido em São Miguel de Cuixá.